# Диошд
Диошд (венг. Diósd, нем. Orasch) — город в Венгрии, расположен в медье Пешт.

## История
Этот населённый пункт впервые упоминается в документе короля Сигизмунда от 1417 года. Впоследствии, в результате турецких вторжений, эти места обезлюдели, и впоследствии были заселены немцами, в результате чего этот населённый пункт стал известен под немецким названием «Ораш». Долгое время основой местной экономики было виноделие, однако в 1880-х годах практически все местные виноградники погибли от филлоксеры, и местные жители перешли на выращивание слив. После Второй мировой войны жители немецкой национальности были вывезены в Германию.
15 июля 2013 года, после вступления в силу положений реформы административного деления Венгрии, Диошд получил статус города.
В 2014 году в городе проживало 9348 человек. Большинство жителей ездит на работу в близлежащий Будапешт.

## Население
| Год  | Численность | Численность |
| ---- | ----------- | ----------- |
| 2013 | 9235        | [ 2 ]       |
| 2014 | 9348        | [ 3 ]       |
| 2021 | 11 393      | [ 4 ]       |
| 2022 | 11 627      | [ 5 ]       |
| 2023 | 11 484      | [ 6 ]       |
| 2024 | 11 637      | [ 1 ]       |

## Города-побратимы
- Brâncovenești[вд], Румыния
- Альсбах-Хенлайн, Германия
- Капанноли, Италия
- Цешанув, Польша